# Torske, Zalișciîkî
Torske (în ucraineană Торське) este localitatea de reședință a comunei Torske din raionul Zalișciîkî, regiunea Ternopil, Ucraina.

## Demografie
Componența lingvistică a localității Torske
     Ucraineană (99,29%)
     Alte limbi (0,71%)
Conform recensământului din 2001, majoritatea populației localității Torske era vorbitoare de ucraineană (99,29%), existând în minoritate și vorbitori de alte limbi.